# Lyell Island
Lyell Island är en ö i Kanada.   Den ligger i North Coast Regional District och provinsen British Columbia, i den sydvästra delen av landet, 4 000 km väster om huvudstaden Ottawa. Arean är 175 kvadratkilometer.
Terrängen på Lyell Island är lite kuperad. Öns högsta punkt är 610 meter över havet. Den sträcker sig 17,7 kilometer i nord-sydlig riktning, och 19,6 kilometer i öst-västlig riktning.
I omgivningarna runt Lyell Island växer i huvudsak barrskog. Trakten runt Lyell Island är nära nog obefolkad, med mindre än två invånare per kvadratkilometer.